# Теслин (посёлок)
Теслин — посёлок в Юконе, Канада. Теслин расположен на исторической 804-й миле, на Аляскинской трассе, вдоль одноимённого озера. История поселения начинается в 1903 году, когда компанией Гудзонова залива был основан небольшой торговый пост (Teslin Post). По результатам переписи 2011 года, население деревни составило 122 человека, что ниже на 13,5% по сравнению с результатами  переписи 2006 года.
Большая часть населения деревни занимается охотой, добычей пушнины и рыболовством.

## Правительство
В 1995 году коренные жители Теслина подписали соглашения, урегулировавшие земельные претензии  местными властями, по которым они вновь установили своё собственное правительство и стали самоподдерживающимся. Сейчас коренные жители издают собственные правовые и  Теслин внутренних Тлинкитов сейчас издают свои законы, регулирующие отношения с властями Канады и Юкона.
Совет теслин-тлинкитов имеет право принимать собственные законы и правила. Есть множество департаментов, подчиняющихся СТТ, например:  департамент финансов, департамент земли и ресурсов, здравоохранения, социальный.
Клановая система сочетает в себе традиционную культуру тлинкитов и современные организационно-управленческие принципы. Пять кланов (Eagle, Crow, Frog, Wolf, Beaver) назначают по пять членов в Генеральный совет, от каждого клана выбирается один старейшина (58 лет и старше). Старейшины образуют Совет старейшин Теслина.

## Внешние ссылки
- Teslin Tlingit Council — официальный сайт Совета
- Community profiles Архивная копия от 30 июля 2018 на Wayback Machine
- George Johnston Museum